# Miho Imada
Miho Imada (nascida em 1962) é uma mestra produtora de saquê na fábrica "Imada Shuzō", em Akitsu, em Hiroshima, no Japão. Miho Imada é conhecida por fazer alguns dos melhores saquês do mundo.

## Fábrica de saquê
Imada Shuzō é uma pequena fábrica na zona rural de Hiroshima e produz saquês de estilo ginjo aclamados internacionalmente. É também uma das únicas fábricas de saquê pertencentes e lideradas por uma mulher saquê tōji (mestra do saquê).
Imada cresceu em Akitsu, em Hiroshima, famosa por ser o local de nascimento do saquê estilo ginjo e conhecida por sua água suave. Imada Shuzō é uma fábrica familiar de saquê criada em 1868 e Imada cresceu frequentando a fábrica. Ela aprendeu a arte do saquê com seu pai e seu avô, mas também se matriculou no National Research Institute of Brewing, localizada no Japão, em 1993, para aprender sobre a produção de saquê. Em 1994, ela voltou para Imada Shuzō e estudou com o tōji por oito anos, antes de se tornar a principal mestre de saquê quando ele se aposentou, em 2000. Seu pai, Yukinao Imada, estava envelhecendo e seu irmão optou por se tornar médico em vez de assumir os negócios da família.
Além de ser mestre cervejeira em uma fábrica de saquê de quinta geração, Imada é conhecida por explorar variedades de arroz tradicionais para usar em sua fabricação.
Segundo uma publicação:

Por duas décadas, como parte de sua busca para criar um saquê que reflita o clima distinto de Hiroshima e a herança agrícola (ou terroir), ela reviveu sozinha a linhagem da herança. “Fui a única que o reviveu e, até hoje, continuo sendo a única que usa esse arroz para o saquê”, diz ela. O renascimento exigiu que Imada retraçasse a história do saquê de Hiroshima. Ela trabalhou com agricultores locais para cultivar uma semente que eles não plantavam há um século e usou tentativa e erro para redescobrir o processo de fermentação perfeito para um arroz outrora comum e agora esquecido, cujas raízes folclóricas o tornam menos previsível do que os cultivares modernos padronizados.

Antes de se tornar cervejeira, aos 33 anos, Imada estudou direito, na Universidade Meiji e trabalhou no teatro Noh, ambos em Tóquio. Noh é uma forma tradicional de teatro musical japonês que data do século 14 e uma das formas mais antigas de teatro. Depois de se formar na Universidade Meiji, ela começou a trabalhar na seção de atividades culturais de uma loja de departamentos em Tóquio.

## História
As mulheres trabalham na fabricação de saquê desde os tempos antigos e há várias histórias de Kuchikamizake (sakê mastigado na boca). "De acordo com a antiga tradição do saquê, as mulheres foram as primeiras fabricantes de saquê e as primeiras fabricantes de saquê do período Yayoi (300 AC - 300 DC). Donzelas de santuários chamadas miko, preparavam a bebida como uma oferenda aos deuses, empregando um método primitivo que envolvia mastigar e cuspir arroz e deixar que as próprias enzimas do corpo fizessem o trabalho de fermentação." A mastigação e a saliva decompunham o amido do arroz em glicose, e a levedura transportada pelo ar transformava a glicose em uma forma básica de saquê. Existem cerca de 30 tojis femininos no Japão, mas quando Imada começou a fabricar saquê, havia apenas alguns. Sua dedicação tem sido um modelo para outras mulheres na indústria, embora ela sempre deixe claro em entrevistas que não enfrentou discriminação de gênero em seu trabalho.
Imada esteve no documentário de 2019 Kampai! Irmãs Saquê.

## Prêmios
Miho Imada foi indicada pela BBC como uma das 100 mulheres mais inspiradoras do mundo, em 2020.